# Claude Dusseau
Pour les articles homonymes, voir Dusseau.
Claude Dusseau, né le 27 février 1939 à Sarcelles, est un joueur puis entraîneur français de football.

## Biographie
Né le 27 février 1939 à Sarcelles (Seine-et-Oise), Claude Dusseau prend sa première licence de football à quatorze ans à Brie-Comte-Robert (Seine-et-Marne).
Il commence sa carrière de joueur au Cercle athlétique de Montreuil (1956-1960), puis rejoint Racing Club de Paris (1960-1961), avant d'aller au Cercle athlétique de Paris (1961-1963) et de retourner au Cercle athlétique de Montreuil (1963-1969). De 1969 à 1973, il est entraîneur/joueur de l'US Melun. Durant sa carrière de joueur, il joue sept matchs de Division 1 (un but) et quarante-neuf matchs de Division 2 (dix buts), avant d'évoluer dans des divisions inférieures.
En 1973, il devient l'entraîneur du Paris FC durant une saison, avant de revenir à l'US Melun (1974-1977 et 1979-1982), puis d'aller entraîner le Stade français (1982-1984).
Ensuite, il intègre la fédération française de football (FFF) et devient directeur de l'INF Vichy (1984-1988) puis de l'INF Clairefontaine (1988-2004),. Il exerce le métier de formateur de jeunes joueurs âgés de 13 à 16 ans. Il a vu éclore de futurs footballeurs professionnels comme Jérôme Rothen, William Gallas, Nicolas Anelka ou encore Thierry Henry. De 1999 à 2002, il devient connu du grand public grâce au documentaire de Bruno Sevaistre pour Canal+ intitulé À la Clairefontaine. Il y forme de jeunes joueurs issus de la génération 1986 notamment Abou Diaby, Geoffrey Jourdren, Ricardo Faty, Sébastien Bassong ou encore Hatem Ben Arfa (1987),.
En 2004, il déclare « très souvent, nos meilleures recrues sont d'ascendance antillaise ou africaine », en citant Thierry Henry, William Gallas et Louis Saha, sélectionnés avec l'équipe de France pour jouer l'Euro 2004. En novembre 2004, il reçoit des mains de Jean-François Lamour, ministre de la jeunesse, des sports et de la vie associative, le grade de chevalier de l'ordre national du Mérite.
La même année, après près de vingt ans passé à la fédération française de football, il est « dans l'obligation de partir en retraite ! Je regrette vraiment de ne pas avoir pu continuer, c'était donc difficile de partir ».
Au sujet de la double nationalité au football des joueurs, il déclare en 2011 que c'est un « faux problème » et que « peu de joueurs auraient été en équipe de France ». Il ajoute qu'on « ne peut pas reprocher à de jeunes joueurs de vouloir faire une Coupe du monde (2002) comme l'a fait Selim Benachour avec la Tunisie, il y a quelques années ».
Depuis sa retraite, il participe à divers événements du football professionnel ou amateur,,. Il devient aussi l'un des créateurs de l'Académie du football japonais (appelé le « Clairefontaine japonais »), qui fut détruit lors de l'accident nucléaire de Fukushima en mars 2011,,.
Claude Dusseau suit également de près les performances de ses anciens joueurs en leur donnant des conseils.

## Statistiques
| Saison                | Club                  | Championnat           | Championnat | Championnat | Coupe(s) nationale(s) | Coupe(s) nationale(s) | Total | Total |
| Saison                | Club                  | Division              | M.          | B.          | M.                    | B.                    | M.    | B.    |
| 1960-1961             | RC Paris              | Division 1            | 7           | 1           | -                     | -                     | 7     | 1     |
| 1961-1962             | CA Paris              | Division 2            | 28          | 5           | 1                     | 0                     | 29    | 5     |
| 1962-1963             | CA Paris              | Division 2            | 21          | 5           | 1                     | 0                     | 22    | 5     |
| Total sur la carrière | Total sur la carrière | Total sur la carrière | 56          | 11          | 2                     | 0                     | 58    | 11    |

## Distinctions
- 2004 : Chevalier de l'ordre national du Mérite[10]